# Геннадий (Баронович)
Архимандрит Геннадий (в миру Георгий Бароно́вич или Барано́вич; ум. 8 августа 1845) — архимандрит Русской православной церкви, настоятель Новгород-Северского Спасского монастыря.

## Биография
Сын причётника, родился в селе Смоленке Нежинского уезда.
По окончании курса в Черниговской семинарии он был священником в Киевской епархии и, овдовев, постригся в Киево-Печерской лавре.
В течение 9 лет он занимал должность законоучителя 1-го (по «Описанию Черниговской Епархии», 2-го) Кадетского корпуса.
В 1814 году он был назначен архимандритом Новгородского Сковородского монастыря.
С 1816 года — настоятель Московского Данилова монастыря.
В 1822 году переведён в Иосифов Волоколамский монастырь.
1 марта 1825 года назначен настоятелем Новгород-Северского первоклассного Спасского монастыря.
Скончался 8 августа 1845 года.